# Grand Hotel, Mölle
Grand Hôtel Mölle, från början kallat Grand Hotel Ahlbäck är ett klassiskt badhotell som ligger i Mölle, Höganäs kommun, Skåne län.
Hotellet byggdes under åren 1908–1909 av Johannes Ahlbäck. Arkitekt var Erik Zetterström. Stilen är jugend med nationalromantiska inslag. Den stora träverandan mot öst tillkom 1911.
Grand Hotel övertogs i början av 1960-talet av Arne och Ilse Dahlberg, vars dotter Eva Dahlberg (2020) driver hotellet tillsammans med maken David Mill. Hotellet har 22 rum. Det finns stora matsalar med utsikt över Öresund och Kattegatt. Konferenser och möten är idag en viktig del av hotellets verksamhet. Hotellet är också ett populärt hotell för bröllopshögtider.
Hotellet disponerar över annexen Hotell Olympia som tidigare varit självständigt hotell, och Lilla annexet. Man har även tidigare disponerat Turisthotellet, men detta har under 2013–2014 byggts om till bostäder.